# Probles longisetosus
Probles longisetosus är en stekelart som först beskrevs av Hedwig 1956.  Probles longisetosus ingår i släktet Probles och familjen brokparasitsteklar. Inga underarter finns listade i Catalogue of Life.